# BR-418
A BR-418 é uma rodovia federal brasileira.
Esta rodovia é a principal ligação entre o nordeste de Minas Gerais e o litoral sul da Bahia, conhecida como a "Estrada do Boi" ou Rodovia Minas-Bahia.
A estrada tem início em Teófilo Otoni, passa por Carlos Chagas e Nanuque em Minas Gerais, encontra-se com a BR-101, já no território baiano e termina em Caravelas. 
É uma rodovia bem movimentada, pois muitos turistas, vindos das regiões Sudeste e Centro-Oeste do pais, utilizam a rodovia para ir a Porto Seguro, que é uma das cidades turísticas mais visitadas do Brasil, além de ligar a região sudeste do país, como o estado de Minas Gerais, ao Arquipélago de Abrolhos.